# Universidad Open Cyber de Corea
La Universidad Open Cyber de Corea (en coreano: 한국열린사이버대학교, sigla OCU) es un consorcio de universidades coreanas. Fue fundada en 1997 y está considerada como el más grande campus de intercambio académico universitario. En 2012 alcanzó la cifra de 35 universidades colaboradoras. La universidad fue autorizada por el Ministerio de Educación de Corea del Sur para ofrecer grados y maestrías en diversos campos de la industria. Ofrece cursos para asignaturas como World English.